# سانتا ماریا دل کامی
سانتا ماریا دل کامی (به اسپانیایی: Santa María del Camino) یک منطقهٔ مسکونی در اسپانیا است که در مایورکا واقع شده‌است. سانتا ماریا دل کامی ۳۷٫۶۲ کیلومتر مربع مساحت دارد ۱۳۲ متر بالاتر از سطح دریا واقع شده‌است.